# Margajasa
Margajasa is een bestuurslaag in het regentschap Lampung Selatan van de provincie Lampung, Indonesië. Margajasa telt 1856 inwoners (volkstelling 2010).